# Estvadgård Plantage
Estvadgård Plantage är en skog i Danmark.   Den ligger i Skive kommun i Region Mittjylland, i den nordvästra delen av landet, 240 km väster om Köpenhamn. Estvadgård Plantage ligger vid sjön Flyndersø.